# Bowes Moor
Bowes Moor är en hed i Storbritannien.   Den ligger i riksdelen England, i den centrala delen av landet, 400 km norr om huvudstaden London. Arean är 4 458 kvadratkilometer.